# Tomás Torres Mercado
Tomás Torres Mercado (Valparaíso, Zacatecas, 15 de desembre de 1960 – Apaseo el Alto, estat de Guanajuato, 22 d'octubre del 2015) va ser un polític i advocat mexicà, membre del Partit Verd Ecologista de Mèxic. Fou Diputat Federal i Senador per Zacatecas.
Era Llicenciat en Dret per la Universitat Autònoma de Zacatecas. De 1982 a 1984 va fer estudis de Dret a la Universitat Nacional Autònoma a Mèxic. El 1995 va cursar el diploma en Alta Direcció en Entitats Públiques en l'Institut Nacional d'Administració Pública.
Inicialment es va dedicar a l'exercici de la seva professió de manera particular. Entre 1994 i 1998 va ser Coordinador d'Assumptes Contenciosos de l'Institut Mexicà de l'Assegurança Social. El 1998 el governador de Zacatecas, Ricardo Monreal Ávila, el va nomenar Secretari General de Govern de l'Estat, càrrec en el que va romandre fins al 2000, quan que va ser elegit Diputat Federal plurinominal a la LVIII Legislatura fins al 2003; en concloure el seu període va ser precandidat del PRD a Governador de Zacatecas, però no aconseguí obtenir la candidatura, que va guanyar Amalia García. En ser escollida Governadora, Amalia Gracía el va nomenar novament Secretari General de Govern de 2004 a 2006, data en què va renunciar per ser candidat a Senador, sent triat per al període de 2006 a 2012.
Va ser Vicepresident de la generació 1995 de l'INAP, President del Consell Nacional de llicenciats de Postgrau en Dret A. de C. de Zacatecas de 1991 a 1993, Director del programa en la delegació de Zacatecas de l'Institut Nacional d'Administració Pública (INAP) el 1990, Secretari del Col·legi d'Advocats Postulants de Zacatecas de 1987 a 1989, Secretari de la Barra d'Advocats de Zacatecas de 1985 a 1992, Assessor jurídic per a assumptes especials del Director General de l'Institut Politècnic Nacional de 1982 a 1984 i Assessor jurídic en Pel·lícules Mexicanes S.A. de 1982 a 1984. Va impartir classes a l'Escola Nacional Preparatòria número 4 de la UNAM i a la Universitat de Guanajuato de 1982-1984.
Va morir a causa d'un accident d'una aeronau de l'empresa Grup Constructor Plata, propietat del zacatecà Humberto Godoy, en un terreny despoblat prop de Apaseo el Alto, a estat de Guanajuato.